# Scopula protuberans
Scopula protuberans är en fjärilsart som beskrevs av W. Warren 1909. Scopula protuberans ingår i släktet Scopula och familjen mätare. Inga underarter finns listade.